# Lya Gabrielsson-Rosswall
Sara Lydia (Lya) Gabrielsson-Rosswall, född Gabrielsson 18 september 1913 i Offerdals församling, Jämtlands län, död 20 juli 2005 i Stockholm, var en svensk redaktionssekreterare.
Rosswall, som var dotter till Gabriel Olsson och Sara Öhrbom, anställdes i Stockholms Reklambyrå 1936, blev kontorschef 1940, i Bokförlaget Vem är Vem 1943 och var redaktionssekreterare där från 1944. Hon var sedan 1954 gift med Oscar Rosswall och mor till Gert Rosswall (1949–2013). Hon gravsattes på Skogskyrkogården i Stockholm.